# Božji cedrovi
Božji cedrovi (arapski: أرز الربّ, Horš Arz el-Rab‎) u Libanonu su posljednja šuma cedrova koji su nekada prekrivali cijelu planinu Libanon. Oni su poznati kao jedan od najboljih građevinskih materijala drevnog svijeta. Danas se sastoji od 375 stabala od kojih su neka starija od 3000 godina. Zbog toga je, zajedno s obližnjom svetom Dolinom Kadiša, upisana na UNESCO-ov popis mjesta svjetske baštine u Aziji i Oceaniji 1998. godine.

## Povijest
Libanonski cedar (Cedrus libani) se u antičkim izvorima navodi kao najstarije drvo na svijetu. Ovi cedrovi su služili kao cijenjen materijal za gradnju još Asircima, Babiloncima, Perzijancima, ali i Feničanima koji su ga izvozili u Stari Egipat. Salomon je njime izgradio prvi hram u Jeruzalemu, a Osmansko carstvo ga je koristilo za pragove svojih željezničkih pruga.
Kako je nekad šuma ovog drveća prekrivala cijelu planinu Libanon, nije ni čudo da je njegovo stablo postalo simbolom države (Zastava Libanona). Kako je u 19. stoljeću uznapredovalo krčenje šuma u Libanonu, cedrovi su opstali samo u zabačenim planinskim krajevima poput strmih litica planine Makmel gdje se nalaze i Božji cedrovi, iznad doline Kadiša na visini preko 2000 m. Četiri, od ukupno 375 stabala, ima visinu veću od 35 i opseg stabla od 12 do 14 metara.
Njihova zaštita je otpočela 1876. godine kada je britanska kraljica Viktorija dala da se izgradi visoki kameni zid oko područja od 102 hektara kako bi se cedrovi zaštitili od koza. Nakon što je šuma očišćena od stelje i "oboljelog" drveća 1985. godine je "Društvo prijatelja cedrova" otpočelo je program ponovnog pošumljavanja koje će biti vidljivo tek nakon nekog vremena, zbog sporog rasta cedrova. Danas je moguće posjetiti ovu šumu samo uz organizirani obilazak sa službenim vodičem.
- Božji cedrovi zimi
- Cedrus libani
- Jedno tisućljetno stablo
- Skulptura u drvu
- Skulptura u drvu

## Vanjske poveznice
- The Cedars